# Operacja pomorska
Operacja pomorska (nazywana także operacją wschodniopomorską; ros. Восточно-Померанская операция) – operacja ofensywna Armii Czerwonej i ludowego Wojska Polskiego przeprowadzona w lutym i marcu 1945 roku na froncie wschodnim II wojny światowej. Celem operacji wykonywanej siłami 1. i 2 Frontu Białoruskiego było rozbicie wojsk niemieckich na terenie Pomorza, które zagrażały siłom radzieckim, na głównym, berlińskim kierunku operacyjnym.
W wyniku operacji pomorskiej wojska niemieckie na Pomorzu zostały rozbite, a ich resztki zostały zablokowane na Helu i Żuławach do końca wojny. Prawa flanka głównego kierunku natarcia strategicznego (na Berlin) została zabezpieczona. W trakcie operacji pomorskiej doszło do licznych, bardzo zaciętych walk o pozycje umocnione i walk ulicznych, co skutkowało wysokimi stratami osobowymi. Na samym tylko przyczółku dąbińskim w ciągu 20 dni walk, 1 Front Białoruski stracił 75 tysięcy, a Niemcy 50 tysięcy żołnierzy i oficerów. Równie duże były straty materialne, np. miasto Choszczno zostało zniszczone w 85–95%, podobnie jak Pyrzyce czy Kołobrzeg.

## Położenie stron
Po zakończeniu w pierwszej dekadzie lutego, operacji wiślańsko-odrzańskiej i wschodniopruskiej, front przebiegał od wybrzeża Zalewu Wiślanego wzdłuż rzeki Nogat, dalej wzdłuż Wisły na jej prawym brzegu, aż do okolic Chełmna, gdzie linia zakręcała na zachód i szła mniej więcej wzdłuż linii Sępólno Krajeńskie-Okonek-Kalisz Pomorski-Recz-Pyrzyce-Cedynia do rzeki Odry. Za linią frontu pozostawały w okrążeniu zgrupowania niemieckie w Pile (około 27 tys. żołnierzy), Wałczu (około 7 tys. żołnierzy), Choszcznie (około 20 tys. żołnierzy) i Malborku.
Na terenie Pomorza znajdowała się niemiecka Grupa Armii „Wisła”, w składzie trzech armii ogólnowojskowych (2, 9 i 11) oraz armii pancernej (3 APanc.), z czego 9 Armia i 3 Armia Pancerna rozmieszczone były wzdłuż Odry. Wojska niemieckie posiadały oparcie w postaci umocnień Wału Pomorskiego oraz dogodnych warunków terenowych (m.in. zalane tereny Żuław, liczne kompleksy leśne i rzeki).
Naprzeciw wojsk Grupy Armii „Wisła”, na prawym skrzydle działały wojska 2 Frontu Białoruskiego, a na lewym skrzydle wojska 1 Frontu Białoruskiego. Linia rozgraniczenia między frontami biegła wzdłuż linii Bydgoszcz-Lędyczek-Szczecinek-Białogard-Kołobrzeg. 2 Front Białoruski składał się z czterech armii ogólnowojskowych, dwóch korpusów pancernych, korpusu zmechanizowanego i gwardyjskiego korpusu kawalerii. Jego działania wspierała 4 Armia Lotnicza. Siły 1 Frontu Białoruskiego, działające na kierunku pomorskim, składały się z czterech armii ogólnowojskowych (w tym 1 Armia WP), gwardyjskiej armii pancernej oraz gwardyjskiego korpusu kawalerii.
Siły obu stron były mocno osłabione wcześniejszymi walkami, przykładowo w 2 Froncie Białoruskim przeciętny stan osobowy dywizji sięgał zaledwie 50% etatu, a cała armia dysponowała na początku lutego zaledwie 297 czołgami. Problemem było też znaczne wydłużenie radzieckich linii zaopatrzeniowych. Wojska niemieckie znajdowały się w podobnym stanie i borykały się z trudnościami zaopatrzeniowymi. W momencie rozpoczęcia głównych walk (2 faza operacji) wojska niemieckie na Pomorzu (bez 3 APanc., która została wycofana za Odrę) liczyły około 430 tys. żołnierzy, 1–1,5 tys. czołgów i dział pancernych, 5–6,5 tys. dział i moździerzy oraz około 500 samolotów.
Pierwotne plany radzieckie zakładały wykonanie głównego uderzenia siłami 2 Frontu Białoruskiego z okolic Grudziądza, tak aby po 10 dniach operacji osiągnąć ujście Wisły-Tczew-Bytów-Miastko-Szczecinek, a następnie po wzmocnieniu frontu 19 Armią przejść do natarcia w ogólnym kierunku na Szczecin, a oddziałami prawoskrzydłowymi opanować rejon Trójmiasta. W tym czasie 1 Front Białoruski miał zlikwidować zgrupowania niemieckie w Pile, Wałczu i Choszcznie.

## Pierwsza faza operacji

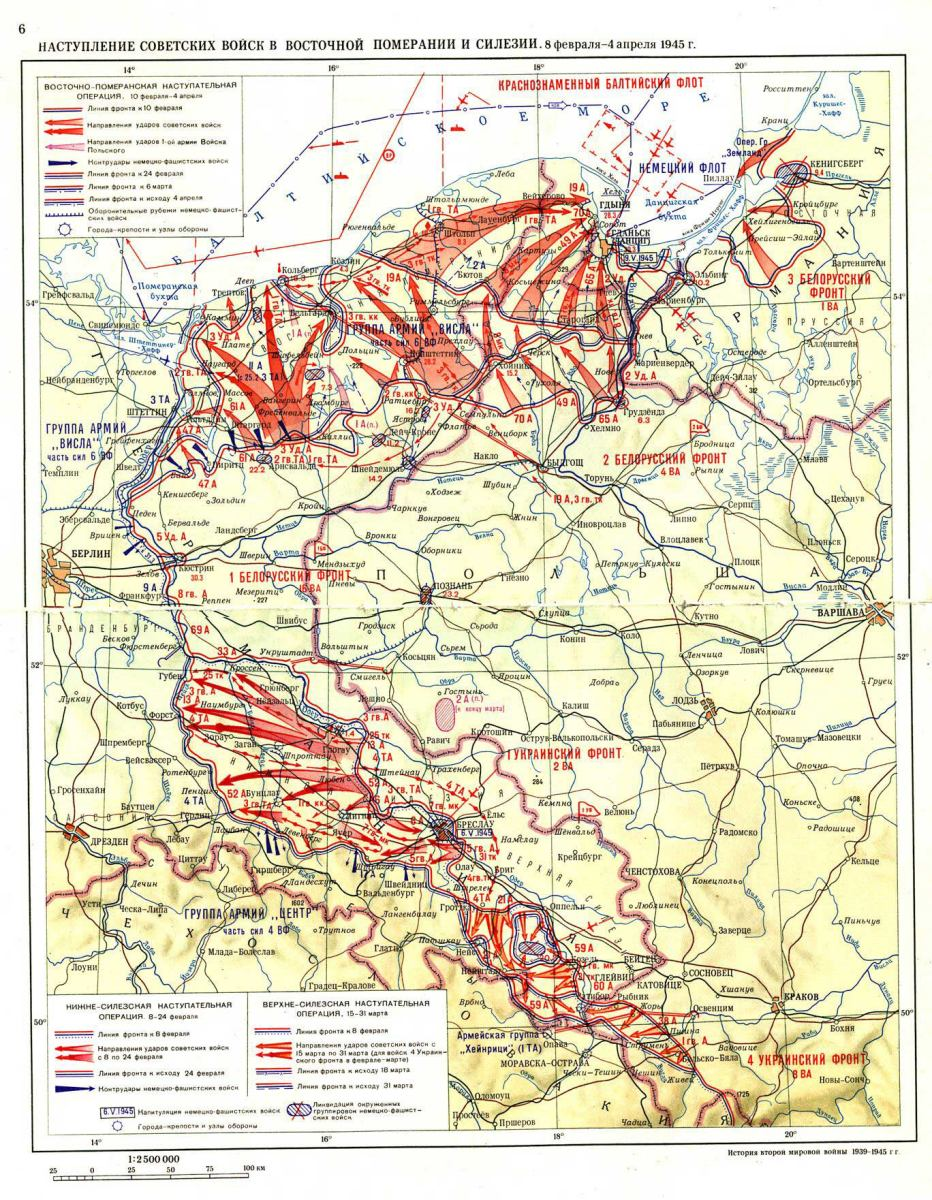
Schemat operacji

8 lutego naczelne dowództwo radzieckie wydało dyrektywę o przystąpieniu do ofensywy pomorskiej. Wojska 2 FB rozpoczęły przegrupowania do operacji już na początku lutego i datę rozpoczęcia operacji wyznaczono na 10 lutego, kiedy to miało rozpocząć się natarcie 65 Armii z rejonu Grudziądza na Bytów, 49 Armii z rejonu Sierosławia na Biały Bór i 70 Armii z rejonu na północ od Bydgoszczy w kierunku na Czaplinek. Jako wzmocnienie w dniu 11 lutego do operacji miał włączyć się 3 Korpus Kawalerii, z rejonu Sępólna Krajeńskiego w kierunku na Człuchów i dalej na Miastko i Biały Bór. Natarcie posuwało się znacznie wolniej niż planowano i do 15 lutego atakujące armie posunęły się do przodu zaledwie o 15 do 40 km, zajmując m.in. Chojnice, Tucholę, a do 20 lutego także Czersk i podchodząc do Gniewu.
Wobec niemożliwości osiągnięcia pierwotnych celów natarcia 19 lutego, dowódca 2 FB marszałek Rokossowski wstrzymał dalsze działania ofensywne.

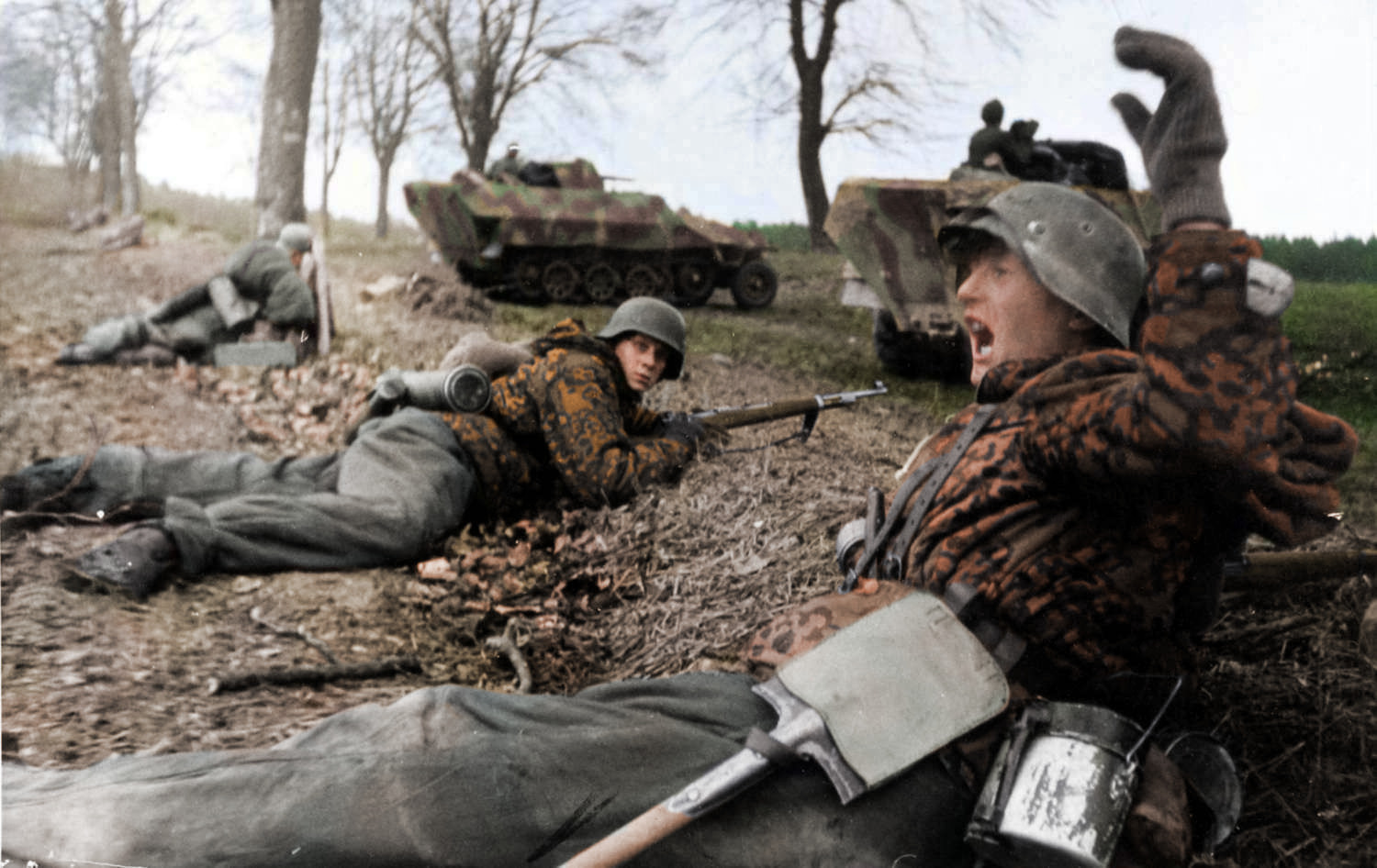
Grenadierzy pancerni SS w czasie walki na Pomorzu Wschodnim, 1945

W tym samym czasie wojska 1 FB prowadziły działania blokujące w rejonach Piły, Wałcza i Choszczna. Załoga Piły opuściła miasto w nocy z 13 na 14 lutego i w większości udało się jej przebić do sił głównych. Wałcz został zdobyty 12 lutego po zaciętych dwudniowych walkach. Odblokowanie oddziałów okrążonych pod Choszcznem, było jednym z celów niemieckiego kontruderzenia – operacji Sonnenwende. W rejonie na północny wschód od Choszczna, udało się na pewien czas połączyć okrążone siły z nacierającymi i wycofać z kotła część wojsk, jednak intensywne kontrataki radzieckie przerwały korytarz, a następnie w wyniku ciężkich walk ulicznych miasto zostało zdobyte (22 lutego).

### Walki o Grudziądz
Oddzielnym epizodem operacji były zacięte walki o Grudziądz, który został zamieniony w miasto-twierdzę i obsadzony przez ok. 10 tys. załogę. Czołówki radzieckiej 65 Armii doszły pod miasto już 26 stycznia, ale ze względu na szczupłość sił nie podjęły ataku. Natarcie na miasto rozpoczęło się 10 lutego wraz z I fazą operacji pomorskiej. Do 18 lutego po zaciętych walkach udało się odciąć Grudziądz od głównych sił niemieckich. Ataki wznowiono nocą z 21 na 22 lutego, kiedy to po zamarzniętej Wiśle uderzono od zachodu. Do 2 marca sowieci wyparli wojska niemieckie z południowej części miasta, a następnie także z północnej. Obrońcy wycofali się do cytadeli, której szturm rozpoczął się 5 marca. Następnego dnia załoga skapitulowała.

## Druga faza operacji

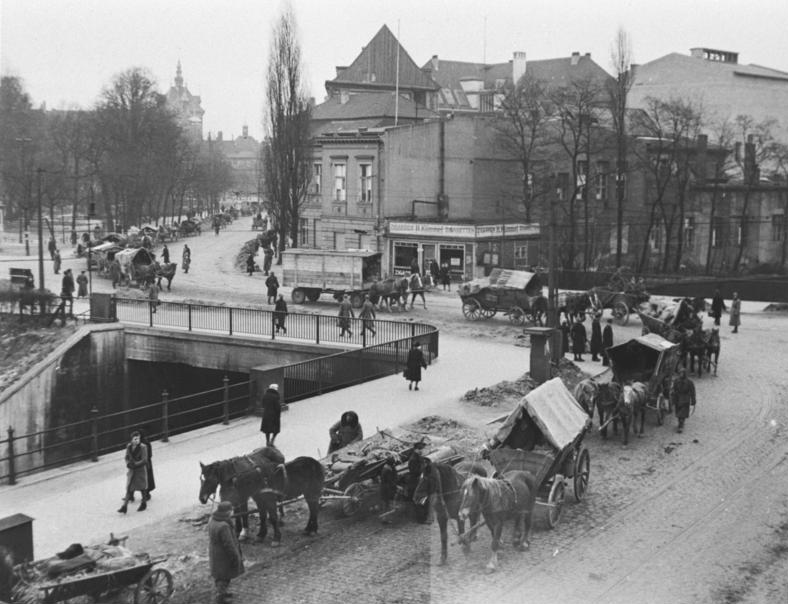
Luty 1945 – uciekinierzy z Prus Wschodnich na Węźle Hucisko w Gdańsku

Niepowodzenie pierwotnego planu operacji, już po kilku dniach od jej rozpoczęcia, uzmysłowiło dowództwu radzieckiemu konieczność zmiany planów operacyjnych oraz użycia do osiągnięcia celu większych sił. W dniach 17 lutego i 22 lutego przyjęto nowy plan operacji, który zakładał natarcie przylegających do siebie skrzydeł obu frontów białoruskich w ogólnym kierunku na Kołobrzeg, w celu rozcięcia wojsk niemieckich na dwie części, a następnie wykonanie zwrotu i prowadzenie dalszego natarcia siłami 2 FB w kierunku wschodnim na Gdynię, a siłami 1 FB w kierunku zachodnim. Dodatkowo wojska 3 Frontu Białoruskiego miały zluzować 2 FB, w rejonach dolnej Wisły i Mierzei Wiślanej, tak aby ofensywę 2 FB wzmocnić jednostkami 2 Armii Uderzeniowej.
24 lutego wznowiono ofensywę 2 FB poprzez natarcie 19 Armii z rejonu Debrzno-Okonek w kierunku na Biały Bór-Bobolice, 2 Armii Uderzeniowej z rejonu Gniew-Skórcz na Starogard Gdański, 65 Armii z rejonu Czarnej Wody na Kościerzynę i 49 Armii z rejonu Rytel-Karsin na Studzienice i Bytów. Już pierwszego dnia 19 Armia, wspierana przez 3 Gwardyjski Korpus Pancerny, przełamała obronę niemiecką pomiędzy Czarnym i Człuchowem i do rana 26 lutego zajęła Biały Bór, a czołówki pancerne podeszły pod Bobolice. Włamanie radzieckie miało szerokość około 30 km i głębokość 25–30 km, jednak Niemcy nie dysponowali wystarczającymi odwodami do jego zamknięcia (pomimo podejmowanych prób w rejonach Bobolic i Przechlewa). Ponieważ jednak oddziały 1 FB nie przeszły do natarcia, zaistniała obawa, że oddziały niemieckie przystąpią do kontruderzenia na odsłonięte lewe skrzydło 2 FB. W związku z tym wysunięte w rejony Bobolic i Miastka oddziały 3 KPanc. otrzymały 27 lutego rozkaz przejścia do tymczasowej obrony. W tym czasie na lewym skrzydle wojska frontu zajęły Czarne i Szczecinek (28 lutego). Pozostałe armie frontu nie osiągnęły powodzenia i do 5 marca linia frontu w ich pasie działania praktycznie nie zmieniła się, poza odcinkiem 70 Armii, która nacierała z rejonu Chojnic na Bytów i dotarła na odległość 15–20 km od tego miasta.
28 lutego po przegrupowaniu sił wznowiono natarcie 2 FB. 3 marca siły 19 Armii zdobyły Miastko i Polanów, a oddziały 3 KPanc. dotarły na przedmieścia Koszalina i do wybrzeża Bałtyku pomiędzy jeziorami Jamno i Bukowo. 5 marca po dwudniowych walkach skapitulowała załoga Koszalina i tym samym front osiągnął pierwszy cel operacji.
Od 1 marca do operacji włączył się 1 FB. 3 Armia Uderzeniowa, wspierana 1 Armią Pancerną, nacierała w okolicach Recza w kierunku na Chociwel i wieczorem pierwszego dnia natarcia obie armie włamały się na głębokość ok. 20 km, osiągając Ińsko. Brak odwodów ze strony niemieckiej, spowodował, że już 3 marca Armia Czerwona zajęła Świdwin, a 4 marca czołowe oddziały podeszły pod Kołobrzeg. Do 5 marca 1 Armia Pancerna dotarła do wybrzeża morskiego w rejonie Mrzeżyna i tym samym front również osiągnął pierwszy cel operacji pomorskiej, tj. rozcięcie zgrupowania niemieckiego na dwie części. Pomiędzy wojskami obu frontów, w rejonie Świdwina znajdowały się resztki X Korpusu SS i grupy korpuśnej generała Tettau, które próbowały przebić się w kierunkach zachodnim i północno-zachodnim. W wyniku 3 dniowych walk, większa część wojsk niemieckich znajdujących się w kotle została rozbita lub dostała się do niewoli, a jedynie niewielkiej części udało się przebić w rejon Trzebiatowa. W pasie natarcia 61 Armii, wspieranej przez 2 Armię Pancerną, sytuacja rozwijała się mniej pomyślnie dla Sowietów i postępy przez pierwsze 2 dni ofensywy nie przekroczyły 10 km. Wykorzystując powodzenie sąsiedniej 3 AUderz. marszałek Żukow (dowódca 1 FB), przerzucił 2 Armię Pancerną w rejon Radowa Wielkiego. 3 marca armia rozpoczęła atak w kierunku Nowogardu, który został zdobyty rano 5 marca. 3 marca przełamała się także 61 Armia i następnego dnia zdobyty został Stargard. Na odcinku 47 Armii, która weszła do akcji 2 marca, natarcie miało znacznie niższe tempo. Nacierając z rejonu Pyrzyc w kierunku Dąbia i Gryfina zdobyła Pyrzyce i do 5 marca osiągnęła rubież Stare Czarnowo-Gardno-Borzym-Widuchowa.
1 Armia Wojska Polskiego, działała od 1 marca z rejonu Żabina w kierunku na Borujsko i Wierzchowo, bez większego powodzenia. W wyniku sukcesów lewego sąsiada – 3 AUderz. – Niemcy rozpoczęli odwrót i 2 marca 1 AWP przystąpiła do pościgu za uchodzącym nieprzyjacielem, zajmując do 5 marca Drawsko Pomorskie, Złocieniec i Czaplinek, a następnie wspólnie z wojskami radzieckimi brała udział w rozbiciu resztek X Korpusu SS w rejonach Świdwina i Połczyna Zdroju.

## Trzecia faza operacji
W wyniku działań obu frontów białoruskich, do 5 marca zgrupowanie niemieckie zostało rozcięte na dwie części. Na zachodzie Pomorza znajdowały się w rozsypce oddziały 11 Armii, a nad Odrą 3 Armii Pancernej. Na wschodzie pozostała odcięta 2 Armia, a pomiędzy pozostawały jeszcze okrążone oddziały w rejonie Połczyn-Zdrój – Świdwin i załoga Kołobrzegu, który był tzw. miastem twierdzą.
6 marca 2 FB wzmocniony przez przekazaną do niego z 1 FB 1 Armię Pancerną i polską 1 Brygadę Pancerną, ponownie rozpoczął natarcie wszystkimi siłami. 2 Armia Uderzeniowa przerwała się na zachód od Gniewu i w rejonie Starogardu. W tym samym czasie 3 KPanc. i 19 Armia nacierały z rejonu Koszalina w kierunku na Słupsk, 70 Armia ze swoich pozycji nacierała na Bytów, 49 Armia z rejonu jeziora Wdzydze na Kościerzynę, a 65 Armia z rejonu Czarnej Wody, przez Zblewo na północ. Do 9 marca zajęto Słupsk, Bytów, Ustkę, Kościerzynę, Starogard Gdański i Pelplin. 10 marca kontynuując natarcie 3 KPanc. i 19 Armia dotarły na rubież Łeba-Lębork, a czołowe oddziały pancerne podeszły pod Wejherowo, w tym samym dniu 49 i 70 Armia zdobyły Kartuzy. W dniach 10–12 marca wojska 2 AUderz. opanowały południową część Żuław, a 12 marca padł Tczew. Do 13 marca wojska niemieckie zostały wyparte na Mierzeję Helską i w rejon Trójmiasta. Ostatni bastion oporu poza tymi rejonami – twierdza Malbork – poddał się 17 marca.
Tymczasem 1 FB rozwijał swoje powodzenie w płn.-zach. części Pomorza, osiągając 6 marca Kamień Pomorski, a następnego dnia wybrzeże Bałtyku w rejonach Dziwnówka i Pobierowa oraz Zalew Szczeciński w rejonie Stepnicy. W tym samym dniu zdobyto także Goleniów. Pozostałe armie frontu tj. 47 i 61 Armia, powoli wypierały wojska niemieckie w kierunku Dąbia i Gryfina, napotykając na silny opór i liczne kontrataki. 1 AWP po likwidacji zgrupowania świdwińskiego, głównymi siłami podeszła pod Kołobrzeg, a część sił wydzieliła do likwidacji zgrupowania niemieckiego pod Trzebiatowem.

### Walki o Kołobrzeg
W Kołobrzegu broniło się około 10 tys. żołnierzy, wspieranych ogniem artylerii okrętowej. Ponieważ w mieście znajdowała się duża liczba uchodźców cywilnych, dowództwo niemieckie postanowiło bronić miasta, w celu umożliwienia ich ewakuacji drogą morską. Oddziały radzieckie podeszły pod miasto już 4 marca, ale dopiero 7 marca rozpoczęło się natarcie, które zresztą nie uzyskało powodzenia. 9 marca po podciągnięciu sił 1 AWP, rozpoczął się szturm i po wyjątkowo zaciekłych walkach ulicznych do 14 marca wyparto obrońców do centrum miasta. Po krótkiej przerwie, 16 marca wznowiono natarcie, a nocą z 17 na 18 marca, resztki załogi Kołobrzegu zostały ewakuowane drogą morską.

### Zgrupowanie trzebiatowskie
Na zajęte nadal przez oddziały niemieckie rejony pomiędzy Trzebiatowem i Trzęsaczem spływali rozbitkowie z 11 Armii. Dowództwo niemieckie planowało ewakuację tych oddziałów drogą morską, z wykorzystaniem przystani w Mrzeżynie, Niechorzu i Trzęsaczu. 10 marca rozpoczęło się natarcie radzieckie, mające na celu likwidację tego zgrupowania. Pomimo początkowych, niewielkich sukcesów radzieckich, w nocy z 10 na 11 marca, oddziały niemieckie rozpoczęły kontratak wzdłuż wybrzeża morskiego z Pustkowa, na Pobierowo oraz z Dziwnowa w kierunku na Dziwnówek-Łukęcin. Kontratak ten był wspierany przez ogień okrętów niemieckich m.in. pancernika „Admiral Scheer”. 11 marca Niemcom udało się odrzucić oddziały radzieckie znad morza i utworzyć korytarz, którym rozpoczęto ewakuację oddziałów zgrupowania trzebiatowskiego. Do 13 marca ewakuowano część wojsk, a pozostałe zostały rozbite przez oddziały 1 Frontu Białoruskiego.

### Walki o Gdańsk i Gdynię
Rejon Gdyni i Gdańska został w 1944 i 1945 roku umocniony, poprzez budowę bunkrów, schronów, linii okopów oraz rowów przeciwczołgowych. W połowie marca w rejonie trójmiejskim znajdowało się około 200 tys. żołnierzy niemieckich, wyposażonych w 1800 dział i moździerzy, blisko 600 czołgów i dział pancernych, wspieranych przez okręty wojenne, w tym 3 pancerniki, 2 ciężkie krążowniki, 1 krążownik i liczne mniejsze jednostki. Zamiarem niemieckim było związanie jak największej ilości wojsk radzieckich i osłona ewakuacji ludności cywilnej (około 1 mln uchodźców z Prus Wschodnich i Pomorza Gdańskiego).
Plan sowiecki zakładał wbicie się klinem w rejonie Sopotu, a tym samym oddzielenie rejonu Gdyni od Gdańska i Żuław. 12 marca padło słabo bronione Wejherowo i jeszcze tego samego dnia czerwonoarmiści dotarli do Redy. Po jej opanowaniu wojska radzieckie uderzyły na południe, zajęły Białą Rzekę, a 13 marca dotarły na przedpole Janowa. Kluczową pozycję obronną stanowiła umocniona Góra Markowca, którą Niemcy opuścili dopiero 27 marca wycofując się na Kępę Oksywską.
Właściwe natarcie rozpoczęło się 14 marca. Niemcy stawiali zacięty i skuteczny opór, ale 16 marca 49 Armia 2 FB zdobyła Żukowo, a 18 marca 70 Armia wraz z 3 KPanc. zdobyła ryglową pozycję na wzgórzach w pobliżu Wielkiego Kacka. Po dalszych krwawych walkach, 22 marca wojska radzieckie osiągnęły brzeg morski pomiędzy Sopotem i Orłowem. Tym samym niemiecka załoga w Gdyni została odcięta od zgrupowania gdańskiego. W trzy dni później przerwa pomiędzy zgrupowaniami została poszerzona, dzięki zdobyciu Sopotu i Oliwy.
19 marca radzieckie samoloty dokonały nalotu na centrum Gdańska zrzucając tysiące bomb zapalających. Po powtórnym nalocie 20 marca Główne i Stare Miasto ogarnęło morze ognia; zabytkowa zabudowa została niemal całkowicie zniszczona.
2 AUderz. i 65 Armia rozpoczęły natarcie 16–17 marca posuwając się od strony Pruszcza Gdańskiego, zdobytego w dniu 24 marca. Tego samego dnia dowódca 2 FB marsz. Rokossowski zaproponował Niemcom kapitulację, ale propozycja ta została odrzucona. 27 marca rozpoczął się koncentryczny szturm czterech armii sowieckich (w tym części polskiej 1 BPanc.), które 28 marca wtargnęły do śródmieścia płonącego Gdańska. Do 30 marca całe miasto i port były oczyszczone z wojsk niemieckich, poza Westerplatte, które zostało zdobyte dopiero 7 kwietnia.

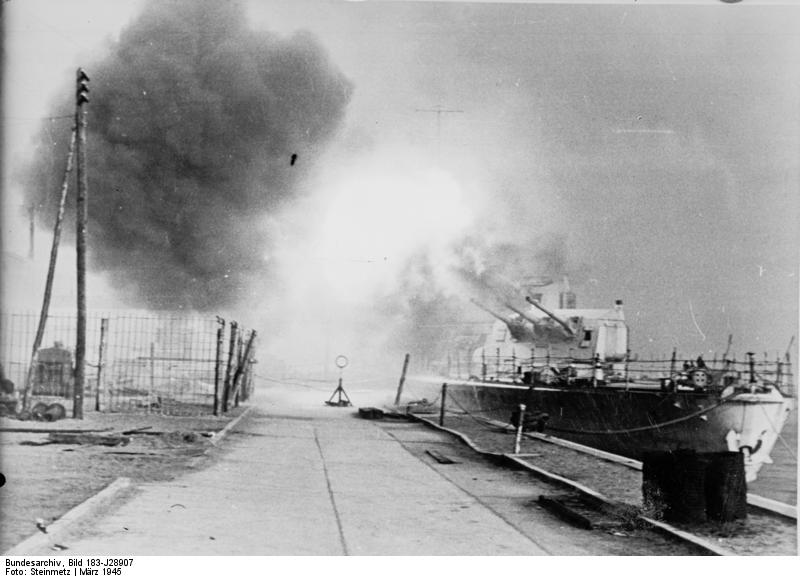
Marzec 1945 – lekki krążownik „Leipzig” ostrzeliwuje wojska radzieckie nacierające na Gdynię (Gotenhafen)

Na Gdynię od 13 marca nacierały oddziały 19 Armii i 1 APanc., jednak silna obrona północnych i zachodnich podejść (na linii Rewa-Rumia) pozostała nienaruszona aż do 27 marca. 19 Armia przegrupowała część sił i natarła na południe od Demptowa, gdzie 17 marca udało się przełamać pas obrony niemieckiej i do 23 marca wbić kliny w rejonie Chwarzna. 25 marca zdobyto Mały Kack i Witomino. 27 marca ze składu 2 FB oddzielono 1 APanc., która powróciła organizacyjnie do 1 FB. 26 marca 19 Armia (w tym polska 1 BPanc.) rozpoczęła szturm na Gdynię i do 28 marca wyparła wojska niemieckie z miasta i portu, na Kępę Oksywską. Zgrupowanie na Kępie Oksywskiej liczyło około 30 tys. żołnierzy i od 31 marca wojska radzieckie i polskie przystąpiły do jego likwidacji. Walki trwały do 5 kwietnia – znaczną część wojsk ewakuowano drogą morską na Hel. 6 kwietnia w wyzwolonej Gdyni, oddziały polskich – 1 BPanc. i 1 batalionu morskiego oraz przedstawiciele władz cywilnych dokonali uroczystego aktu zaślubin z morzem.
Walki żołnierzy polskich o Gdynię i Gdańsk zostały upamiętnione na Grobie Nieznanego Żołnierza w Warszawie, napisem na jednej z tablic po 1945 r. „GDYNIA – GDAŃSK 27 – 28 III 1945”.

## Dalsze walki
Po zakończeniu działań w rejonie Trójmiasta, wojska niemieckie pozostawały jeszcze w północnej części Żuław i na Mierzei Wiślanej (ok. 125 tys. żołnierzy) oraz na Półwyspie Helskim (około 200 tys.). Wojska radzieckie nie podejmowały na większą skalę akcji zaczepnych przeciwko tym zgrupowaniom, ograniczając się do działań blokujących i ataków lotniczych. 9 maja oba zgrupowania niemieckie skapitulowały.
Na zachodzie Pomorza, utrzymywał się silny przyczółek niemiecki w rejonie Dąbia i płn. części Gryfina. 14 marca wojska 1 FB rozpoczęły natarcie mające na celu likwidację tego przyczółka. 19 marca udało się rozerwać przyczółek na dwie części (Dąbie i Gryfino). Po nieudanym kontrataku niemieckim, rozpoczął się odwrót z przyczółka i do 20 marca został on zlikwidowany.
Pozostające na lewym brzegu Odry, na wyspie Wolin i wyspie Uznam wojska niemieckie nie były naciskane przez Armię Czerwoną, aż do rozpoczęcia operacji berlińskiej w dniu 20 kwietnia.
Lewą flanką operacji berlińskiej, analogiczną do prawej (pomorskiej) były operacje śląskie.